# La Plata

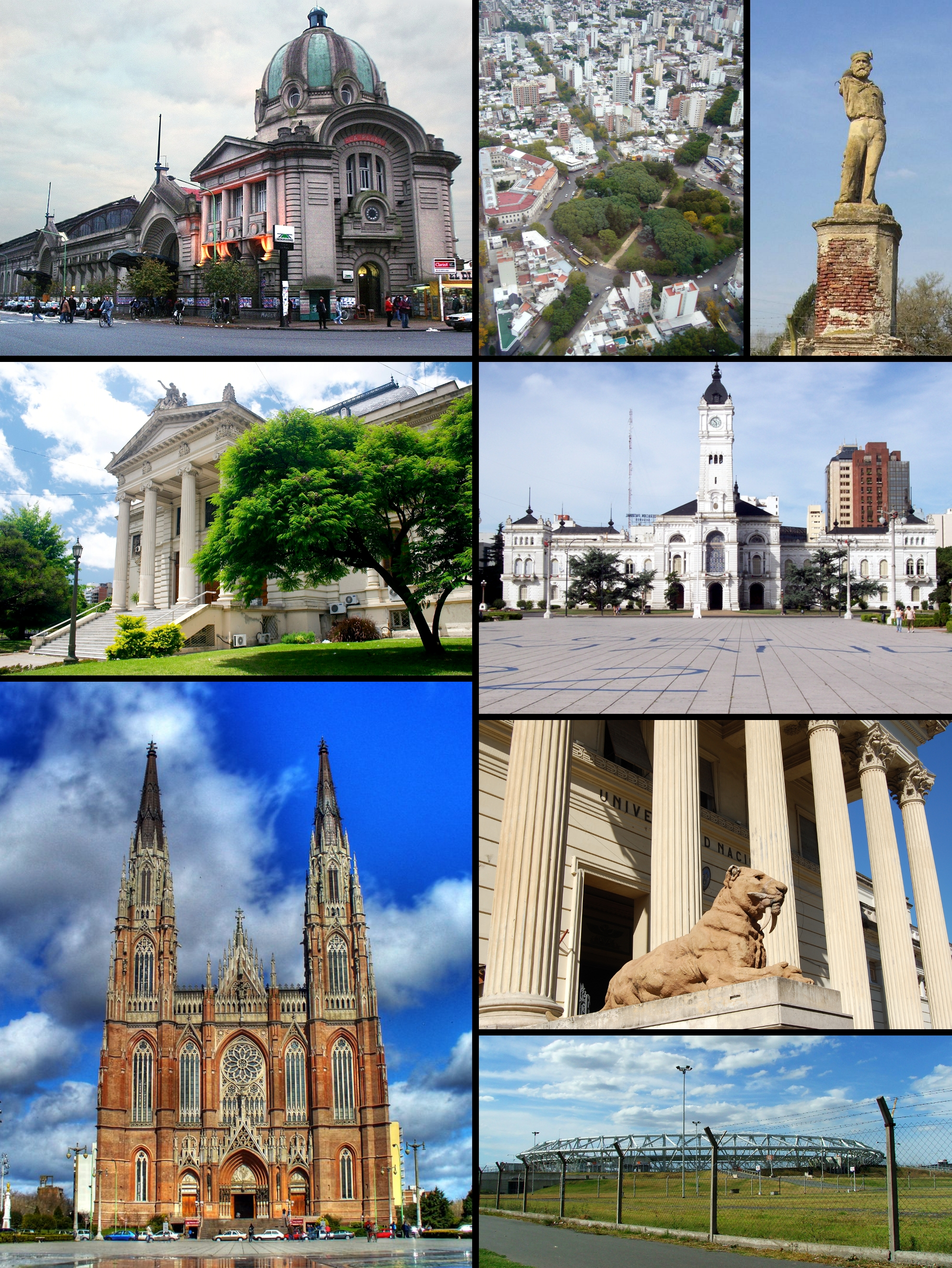
Các địa điểm tại La Plata

La Plata là thành phố tỉnh lị của tỉnh Buenos Aires, Argentina, và La Plata partido. Theo năm điều tra dân số năm 2001, thành phố có dân số 574.369 và khu vực đô thị có 694.253 dân.
La Plata đã được quy hoạch và phát triển để phục vụ như là thủ phủ của tỉnh sau khi thành phố Buenos Aires được chuyển thành thủ đô liên bang vào năm 1880, và nó đã được chính thức thành lập bởi các Thống đốc Dardo Rocha ngày 19 tháng 11 năm 1882. La Plata đã được đổi tên thành Thành phố Eva Perón giữa giai đoạn 1952 và 1955.
Thành phố này có hai cây lạc bộ bóng đá chơi trong sự phân nhóm đầu tiên: Estudiantes de La Plata và Gimnasia y Esgrima La Plata.

## Khí hậu
| Dữ liệu khí hậu của La Plata (1961–1990)              | Dữ liệu khí hậu của La Plata (1961–1990) | Dữ liệu khí hậu của La Plata (1961–1990) | Dữ liệu khí hậu của La Plata (1961–1990) | Dữ liệu khí hậu của La Plata (1961–1990) | Dữ liệu khí hậu của La Plata (1961–1990) | Dữ liệu khí hậu của La Plata (1961–1990) | Dữ liệu khí hậu của La Plata (1961–1990) | Dữ liệu khí hậu của La Plata (1961–1990) | Dữ liệu khí hậu của La Plata (1961–1990) | Dữ liệu khí hậu của La Plata (1961–1990) | Dữ liệu khí hậu của La Plata (1961–1990) | Dữ liệu khí hậu của La Plata (1961–1990) | Dữ liệu khí hậu của La Plata (1961–1990) |
| Tháng                                                 | 1                                        | 2                                        | 3                                        | 4                                        | 5                                        | 6                                        | 7                                        | 8                                        | 9                                        | 10                                       | 11                                       | 12                                       | Năm                                      |
| ----------------------------------------------------- | ---------------------------------------- | ---------------------------------------- | ---------------------------------------- | ---------------------------------------- | ---------------------------------------- | ---------------------------------------- | ---------------------------------------- | ---------------------------------------- | ---------------------------------------- | ---------------------------------------- | ---------------------------------------- | ---------------------------------------- | ---------------------------------------- |
| Cao kỉ lục °C (°F)                                    | 37.5 (99.5)                              | 37.0 (98.6)                              | 35.9 (96.6)                              | 29.3 (84.7)                              | 28.2 (82.8)                              | 23.1 (73.6)                              | 28.4 (83.1)                              | 25.2 (77.4)                              | 28.0 (82.4)                              | 32.1 (89.8)                              | 35.8 (96.4)                              | 38.4 (101.1)                             | 38.4 (101.1)                             |
| Trung bình ngày tối đa °C (°F)                        | 28.8 (83.8)                              | 27.8 (82.0)                              | 25.4 (77.7)                              | 21.9 (71.4)                              | 18.1 (64.6)                              | 14.7 (58.5)                              | 14.3 (57.7)                              | 15.8 (60.4)                              | 17.8 (64.0)                              | 20.7 (69.3)                              | 23.7 (74.7)                              | 27.1 (80.8)                              | 21.3 (70.3)                              |
| Trung bình ngày °C (°F)                               | 22.6 (72.7)                              | 21.8 (71.2)                              | 19.7 (67.5)                              | 16.1 (61.0)                              | 12.8 (55.0)                              | 9.8 (49.6)                               | 9.2 (48.6)                               | 10.4 (50.7)                              | 12.5 (54.5)                              | 15.2 (59.4)                              | 18.3 (64.9)                              | 21.1 (70.0)                              | 15.8 (60.4)                              |
| Tối thiểu trung bình ngày °C (°F)                     | 17.2 (63.0)                              | 16.6 (61.9)                              | 14.7 (58.5)                              | 11.1 (52.0)                              | 8.1 (46.6)                               | 5.6 (42.1)                               | 5.5 (41.9)                               | 5.9 (42.6)                               | 7.5 (45.5)                               | 10.3 (50.5)                              | 12.8 (55.0)                              | 15.5 (59.9)                              | 10.9 (51.6)                              |
| Thấp kỉ lục °C (°F)                                   | 6.3 (43.3)                               | 4.1 (39.4)                               | 3.6 (38.5)                               | 1.3 (34.3)                               | −2.6 (27.3)                              | −4.2 (24.4)                              | −4.6 (23.7)                              | −2.8 (27.0)                              | −2.6 (27.3)                              | −1.2 (29.8)                              | 1.0 (33.8)                               | 1.3 (34.3)                               | −4.6 (23.7)                              |
| Lượng Giáng thủy trung bình mm (inches)               | 97.1 (3.82)                              | 103.1 (4.06)                             | 117.9 (4.64)                             | 73.9 (2.91)                              | 73.8 (2.91)                              | 54.6 (2.15)                              | 58.3 (2.30)                              | 65.6 (2.58)                              | 73.6 (2.90)                              | 111.3 (4.38)                             | 93.0 (3.66)                              | 84.8 (3.34)                              | 1.007 (39.65)                            |
| Số ngày giáng thủy trung bình (≥ 0.1 mm)              | 8                                        | 7                                        | 8                                        | 7                                        | 7                                        | 6                                        | 7                                        | 7                                        | 7                                        | 9                                        | 8                                        | 8                                        | 89                                       |
| Độ ẩm tương đối trung bình (%)                        | 71                                       | 75                                       | 78                                       | 79                                       | 81                                       | 82                                       | 83                                       | 79                                       | 77                                       | 78                                       | 74                                       | 70                                       | 77                                       |
| Số giờ nắng trung bình tháng                          | 251.1                                    | 229.6                                    | 210.8                                    | 186.0                                    | 155.0                                    | 120.0                                    | 127.1                                    | 161.2                                    | 171.0                                    | 207.7                                    | 225.0                                    | 238.7                                    | 2.283,2                                  |
| Phần trăm nắng có thể                                 | 57                                       | 62                                       | 55                                       | 55                                       | 48                                       | 41                                       | 41                                       | 48                                       | 48                                       | 52                                       | 54                                       | 52                                       | 51                                       |
| Nguồn 1: NOAA                                         |                                          |                                          |                                          |                                          |                                          |                                          |                                          |                                          |                                          |                                          |                                          |                                          |                                          |
| Nguồn 2: Servicio Meteorológico Nacional (ngày giáng) |                                          |                                          |                                          |                                          |                                          |                                          |                                          |                                          |                                          |                                          |                                          |                                          |                                          |